# Asystasia guttata
Asystasia guttata är en akantusväxtart som först beskrevs av Peter Forsskål, och fick sitt nu gällande namn av Richard Kenneth Brummitt. Asystasia guttata ingår i släktet Asystasia och familjen akantusväxter. Inga underarter finns listade i Catalogue of Life.